# Ángeles Blanco
Ángeles Blanco (Badajoz, 16 d'octubre de 1973) és una periodista espanyola. Des de 1993 està vinculada als serveis informatius de Mediaset.

## Biografia
És llicenciada en ciències de la informació per la Universitat Complutense de Madrid. El seu primer treball com a periodista d'informatius va ser el 1992 a Onda Cero Extremadura i, un any després, va començar a treballar en televisió com copresentadora del desaparegut informatiu de Telecinco Entre hoy y mañana que conduïa Miguel Ángel Aguilar.
El 1994 es va sumar a la secció de Nacional per fer-se càrrec de les notícies de política i presidència del govern, compaginant aquesta activitat amb la presentació dels avanços informatius de Telecinco. El 1997 va passar a ser editora i presentadora de l'informatiu matinal de la cadena i el 1998 es va fer càrrec a l'edició de cap de setmana. Un any després va continuar com a presentadora i editora adjunta d'aquesta edició amb Vicente Vallés, tasca que va exercir fins a 2004. Posteriorment, la periodista es va asseure a la taula de l'edició en horari de màxima audiència al costat de Juan Pedro Valentín.
Com a corresponsal política ha cobert informació parlamentària, viatges presidencials i cimeres internacionals. També ha estat al capdavant d'alguns especials de les eleccions espanyoles i dels Estats Units. El setembre de 2005 va passar a presentar l'edició de les 9 del vespre i, des de novembre de 2007 fins a setembre de 2009, va tornar al matí amb Daniel Gómez. El 2011 va substituir Carme Chaparro, de baixa per maternitat, en l'edicions del cap de setmana juntament amb José Ribagorda. El gener de 2017 es va incorporar a l'edició de cap de setmana.

## Publicacions
- Sahara. Un viaje a la sabiduría de las gentes del desierto. (2009) Ángeles Blanco i Josto Maffeo. Editorial: La esfera de los libros. ISBN 9788497348317